# Piri, Çatalzeytin
Piri là một xã thuộc huyện Çatalzeytin, tỉnh Kastamonu, Thổ Nhĩ Kỳ. Dân số thời điểm năm 2008 là 234 người.